# Teatro Elias Angeloni
O Teatro Criciúma Elias Angeloni é a maior sala de espetáculos do sul do Estado de Santa Catarina, com capacidade para 728 pessoas. Localiza-se no Parque Centenário, no bairro de São Luiz, no município de Criciúma. importante local para o Turismo Cultural e Eventos da Região Turística Encantos do Sul.
É palco de grandes eventos, como peças teatrais; espetáculos musicais e de dança; palestras e congressos nacionais, regionais e locais; formaturas; festivais de danças, stand up comedy nacionais e regionais, festivais de corais nacionais e internacionais, entre eles: o Festival Internacional de Corais de Criciúma, com a presença de coros das diversas regiões do Brasil e do mundo. O Teatro Criciúma Elias Angeloni recebe também concertos, lançamentos de CD, DVD e livros e eventos corporativos.
Ao longo de sua história já se apresentaram diversos artistas no palúma o Teatro Criciúma Elias Angeloni em Criciúma como shows com humoristas tais como Maurício Meirelles, Marco Luque, Paulinho Gogó, Paulinho Mixaria, Marcelo Marrom, e também peças teatrais como Os melhores do mundo; Baixa Terapia com o ator Antônio Fagundes e peças infantis como A Bela e A Fera e Frozen. Ocorreram também diversas palestras com palestrantes renomados como Caco Barcelos, Dráuzio Varella e Sônia Bridiiúma o Teatro Criciúma Elias Angeloni acontecem uma diversidade de shows musicais, entre os que já aconteceram citam-se Tiago Iorc, Ivan Lins, Oswaldo Montenegro, Luiza Possi e o Lançamento de DVD com Leandro Borges.
Localizado no Parque Centenário, no Centro Cultural Santos Guglielmi, o Teatro Criciúma Elias Angeloni apresenta dois andares de platéia e um hall de entrada. Com um grande palco e é utilizado para finalidades culturais, artísticas e educacionais. Hoje administrado pela iniciativa privada, administrado pela empresa 737 Produtora.